# Центр ліберальних досліджень
Центр ліберальних досліджень — аналітичний центр в Į.
Засновано у 1994 р. Поширює ліберальні ідеї і сприяє розширення громадянських свобод у Чехії через теоретичні дослідження, суспільну освіту, журналістику, конференції та круглі столи. Центр досліджує проблеми держави та громадянського суспільства, проблеми економіки, довкілля і соціальні проблеми. Основні джерела фінансування — міжнародні урядові організації. Річний бюджет — 35 тис. дол. Штат: постійні професійні працівники — 3, інші — 35.